# HD 1461 b
HD 1461 b هو كوكب خارج المجموعة الشمسية مؤكد يقع على بعد 75.8 سنة ضوئية تقريباً في كوكبة قيطس اكتشف في أواخر عام 2009 حول النجم HD 1461 باستخدام طريقة السرعة الشعاعية في مرصد كيك والمرصد الفلكي الأسترالي.HD 1461 b أرض هائلة كتلتة الدنيا تعادل 8.1 كتلة أرضية. ومن غير المعروف حاليا ما إذا كان هذا الكوكب عملاق غازي مثل أورانوس أو نبتون، أو لديه تكوين أرضي كحال كوروت-7b.